# Ruxandra Cesereanu
Ruxandra-Mihaela Braga (născută Cesereanu, n. 17 august 1963, Cluj, România) este o poetă, prozatoare, publicistă și eseistă română. Este, de asemenea, profesor universitar și cercetătoare. 

## Biografie
Ruxandra Cesereanu este fiica scriitorului Domețian Teodoziu Cesereanu și a soției sale, Aurora (profesoară de franceză) și nepoată de bunic patern a preotului greco-catolic Vasile Cesereanu (1899-1984).

### Studii
Cesereanu a urmat Liceul de Coregrafie și Liceul de Științe ale Naturii din Cluj-Napoca (1977-1981). A urmat cursurile Facultății de Litere a Universității „Babeș-Bolyai” din Cluj-Napoca (1981–1985). În timpul facultății a fost redactor la revista „Echinox”. Și-a susținut doctoratul, în 1997, cu teza Infernul concentraționar reflectat în conștiința românească.

### Burse
În 1992 primește o bursă oferită de Universitatea Central Europeană pentru a studia infernul concentraționar  în  literatura Est-Europeanã. În  anul 1995 primește o bursă Soros pentru a studia spațiul închisorilor comuniste din România. În anul 1999 obține o bursă  Fulbright  pentru cercetare  post-doctorală asupra  torturii politice la Universitatea Columbia din New York, departamentul de Științe Politice și Institutul Harriman de Studii Central și Est Europene.

## Activitate profesională
În 1985 și-a început activitatea ca profesor în învățământul preuniversitar, la Năsăud (Bistrița Năsăud)  și Avrig (Sibiu). Din 1988 până în 1990 a fost redactor la revistele Ecran și, din 1991, a început să colaboreze cu revista de cultură „Steaua” din Cluj-Napoca. Ea a fost, pe rând, din 2011 redactor-șef adjunct, iar din 2015 redactor-șef la această revistă. În 2021 a părăsit revista după ce Comitetul director al Uniunii Scriitorilor din România, prin președintele ei, Nicolae Manolescu i-au cerut demisia pe motiv de nerentabilitate a revistei.
În anul 1998 realizeazã pentru Televiziunea Românã un eseu cinematografic intitulat Treisprezece biserici. În decembrie 2023, Ruxandra Cesereanu a fost aleasă Președintă PEN International România.

### Carieră universitară
Din anul 2002 Ruxandra Cesereanu a fost lector, apoi conferențiar în cadrul Facultății de Științe Politice, a Universității Babeș-Bolyai din Cluj. Din 2006 devine conferențiar, apoi din 2013  profesor la Facultatea de Litere a aceleiași universități.
Cesereanu, ca cercetător al universului concentraționar, a făcut parte din echipa care a lucrat la Raportul final al Comisiei Prezidențiale pentru Analiza Dictaturii Comuniste din România.

### Carieră literară
Ruxandra Cesereanu a debutat cu poeme în revista Tribuna (1981) și a publicat pentru prima oară în  volumul colectiv de poezie Alpha '85 (1985). Ea are debutul editorial în 1993, la treizeci de ani, cu publicarea simultană a volumelor  Zona vie la editura Dacia și Grădina deliciilor, la editura Echinox.
A publicat numeroase volume de critică literară și eseu, proză, poezie, dar și studii, eseuri, cronici literare.  Ruxandra Cesereanu este membră a Uniunii Scriitorilor din România (din 1994), a Fundației Culturale Echinox (din 1996), a Centrului de Cercetare a Imaginarului din Cluj, a Asociației de Literatură Generală și Comparată din România.

## Volume publicate

### Poeme
- Zona vie, poeme, Dacia, Cluj, 1993 (volum tradus în limba engleză și apărut în SUA sub titlul Lunacies, Meeting Eyes Bindery, New York, 2004)
- Grădina deliciilor, poeme, Echinox, Cluj, 1993
- Cădere deasupra orașului, poeme, Transpres, Sibiu, 1994
- Oceanul Schizoidian, poeme, Marineasa, Timișoara, 1998 (volum tradus în engleză și apărut în SUA sub titlul Schizoid Ocean, Sigmund Freud Publishing House, Binghamton, 1997)
- Veneția cu vene violete. Scrisorile unei curtezane, poeme, Dacia, Cluj, 2002
- Femeia-cruciat, antologie, poeme, Paralela 45, Cluj-București, 1999
- Kore-Persefona, poeme, Editura Vinea, 2004
- Oceanul Schizoidian, poeme, ediția a doua, Editura Vinea, 2006
- Submarinul iertat, poem-roman scris în colaborare cu Andrei Codrescu, ediție de lux de 150 de exemplare, cu 7 ilustrații color, cartea în copertă de catifea, Brumar, 2007 [12]
- Coma, poeme, Vinea, 2008.
- Ținutul Celălalt, poem-roman scris în colaborare cu Marius Conkan, Cartea Românească, 2011.[13]
- California (pe Someș), Editura Charmides, 2014.
- Submarinul iertat, poem-roman scris în colaborare cu Andrei Codrescu, ediția a doua mult adăugită, Bistrița, Editura Charmides, 2017.
- Scrisoare către un prieten și înapoi către țară, Pitești, Paralela 45, 2018; ediția a doua adăugită, 2019.
- SOPHIA ROMÂNIA, Casa de Editură Max Blecher, 2021.

### Proză
- Călătorie prin oglinzi, microroman, Dacia, Cluj, 1989
- Purgatoriile, proză scurtă, Albatros, București, 1997
- Tricephalos, roman, Dacia, Cluj, 2002
- Nebulon, proză, Polirom, 2005
- Nașterea dorințelor lichide, proză, Cartea Românească, 2007
- Angelus, roman, Humanitas, 2010.
- Un singur cer deasupra lor, roman, Polirom, 2013; ediția a doua adăugită, 2015.
- O autobiografie graffiti (despre dragoste și răzvrătire), coperta: Vitalie Coroban, design: Maria Darii, Ediția I, Rotonda, CARTIER, Chișinău, 2025, ISBN 978-9975-79-907-2

### Eseuri și critică
- Călătorie spre centrul infernului. Gulagul în conștiința românească, eseu, Fundația Culturală Română, București, 1998
- Panopticum. Tortura politică în secolul XX, eseu, Institutul European, Iași, 2001
- Imaginarul violent al românilor, eseu, Humanitas, 2003
- Decembrie 89. Deconstrucția unei revoluții, eseu, Polirom, 2004
- Gulagul în conștiința românească, eseu, ediția a doua, Polirom, 2005
- Năravuri românești, publicistică, Polirom, 2006
- Gourmet, eseu, Limes, 2009
- Biblioteca stranie, eseu, Curtea Veche, 2010
- Fugarii. Evadări din închisori și lagăre în secolul XX, eseu, Polirom, 2016.
- Călătorie spre centrul infernului. Literatura și memorialistica închisorilor și lagărelor comuniste, ediția a treia, revăzută și adăugită, Pitești, Editura Manuscris, 2018.
- Lumi de ficțiune, lumi de realitate (Studii), București, Editura Tracus Arte, 2022.

### Cărți traduse
În limba engleză:
- Schizoid Ocean (poems), translated by Claudia Litvinchievici, Binghamton, esf publishers, 1997.
- Lunacies (poems), translated by Adam J. Sorkin, Claudia Litvinchievici and the poet, NYC, Meeting Eyes Bindery, 2004.
- Crusader-Woman (poems), translated by Adam J. Sorkin and the poet, Black Widow Press, 2008.
- Forgiven Submarine (poetry), translated by Andrei Codrescu, Black Widow Press, 2009.
- Angelus (novel), translated by Alistair Ian Blyth, New Orleans, Lavender Ink, 2015.
- Political Torture in the Twentieth Century, translated by Carmen-Veronica Borbely, Milano, Mimesis, 2021.
- Romania - from Communism to Post-Communism (Studies and Essays) / Roumanie - du Communisme au Post-Communisme (Études et essais), various translators, Milano, AlboVersorio, 2022.
- California (on Someș) (poetry), translated by Adam J. Sorkin, Black Widow Press, 2023.

În limba italiană:
- Coma (poesía), a cura di Giovanni Magliocco, Roma, Aracne, 2012.
- Venezia dalla vene viola. Lettere di una cortigiana (poesía), a cura di Giovanni Magliocco, Roma, Aracne, 2015.

În limba maghiară:
- Keresztesasszony, traducere de Visky Zsolt, Koinonia, 2007.
- Utoferfiak, traducere de Selyem Zsuzsa, Pecs, Jelenkor Kiado, 2009.
- Angelus, traducere Noemi Karacsony, Budapest, Napkut Kiado, 2021.

În limba bulgară:
- Anghelus, traducere de Hristo Boev, Sofia, Perseus, 2017.

### Volume colective
- Deliruri și delire. O antologie a poeziei onirice românești, (preambul, miniportrete și selecție de texte de Ruxandra Cesereanu), Cluj, Editura Paralela 45, 2000
- Ruxandra Cesereanu (coordonatoare), Fărâme, cioburi, așchii dintr-o Curte a Miracolelor. Antropologie urbană narativă,  Cluj, Editura Limes, 2004
- Ruxandra Cesereanu (coordonatoare), A doua Curte a Miracolelor, București, Editura Tritonic, 2004
- Ruxandra Cesereanu (coordonatoare), Made in Romania. Subculturi urbane la sfârșit de secol XX și început de secol XXI, Cluj, Editura Limes, 2005
- Romania inghesuita. Cutii de chibrituri, borcane, conserve: ipostaze ale ghetoizarii in comunism si postcomunism (coordonator), Editura Limes, 2006[14]
- Ruxandra Cesereanu (coordonatoare), Comunism și represiune în România. Istoria tematică a unui fratricid național, Iași, Editura Polirom, 2006
- Ruxandra Cesereanu (coordonatoare), T(z)ara noastră. Stereotipii și prejudecăți, București, Institutul Cultural Român, 2006

## Recunoaștere
Ruxandra Cesereanu a primit premii decernate de Uniunea Scriitorilor din România - Filiala Cluj (1994, 1998, 2001, 2005, 2009), de revistele Poesis (1997), Apostrof (1998), Cuvântul (2004), Asociația de Literatură Generală și Comparată din România (2001).
În 2017 Ruxandra Cesereanu primește Premiul PEN România  pentru volumul Fugarii: Evadări din închisori și lagăre în secolul XX, apărut la Editura Polirom, cu un an înainte.
În 2025 i se decernează Premiul "Liviu Rebreanu" al Filialei Cluj a Uniunii Scriitorilor pentru romanul Regii gunoaielor.